# Bürgerentscheide in Sachsen 2025
Bürgerentscheide in Sachsen sind auf Gemeindeebene ein Recht kommunaler Mitbestimmung. Sie finden statt bei Gebietsveränderungen, wenn es fünf Prozent der Bürger fordern oder wenn es der Gemeinderat mit einer Mehrheit von zwei Dritteln seiner Mitglieder fordert. 2025 gab es in Sachsen bisher mindestens drei Bürgerentscheide. Die Liste erhebt keinen Anspruch auf Vollständigkeit.
Zeitgleich mit der Bundestagswahl 2025 fanden in Sachsen drei Bürgerentscheide statt; darunter auch der 200. seit Bestehen des Freistaates.

## Rechtslage
Wie in der Einleitung beschrieben, findet ein Bürgerentscheid bei Gemeindefusionen, Eingemeindungen oder ähnlichen Gebietsveränderungen ohne reinen Bereinigungszweck obligatorisch statt. Zudem können fünf Prozent der Bürger der Gemeinde ein Bürgerbegehren an die Gemeinde richten, das Grundlage für den Bürgerentscheid ist. Zudem kann der Gemeinderat einen Bürgerentscheid beschließen (sog. Ratsbegehren). Gegenstand des Entscheidungsvorschlages dürfen alle Themen sein, die in die Zuständigkeit des Gemeinderats fallen, mit Ausnahme von Weisungsaufgaben, Fragen der inneren Organisation der Verwaltung, Haushaltssatzungen, Jahresabschlüssen, Regelungen der Sächsischen Gemeindeordnung oder gesetzeswidriger Ziele. Der Entscheidungsvorschlag muss mit „Ja“ oder „Nein“ zu beantworten sein und die Mehrheit der abgegebenen Stimmen erhalten um erfolgreich zu sein, jedoch nur, wenn mindestens 25 % der Stimmberechtigten zustimmen. In den kreisfreien Städten kann der Stadtrat durch die Festlegung der Hauptsatzung dieses Quorum auf bis zu 15 % senken. Ein erfolgreicher Bürgerentscheid kommt einem Gemeinderatsbeschluss gleich und kann innerhalb von drei Jahren nur durch neuerlichen Bürgerentscheid aufgehoben werden.

## Liste
Erfolgreich sind Bürgerentscheide dann, wenn sowohl die Spalte „JA“, als auch die Spalte „JA-Quorum“ grün markiert ist.
| Nr. | Gemeinde                 | Datum            | Thema | Ergebnis         | Ergebnis          | Ergebnis        | Ergebnis | Ergebnis     | Ergebnis     | Ergebnis  | Erfolg     |
| Nr. | Gemeinde                 | Datum            | Thema | Stimmberechtigte | ungültige Stimmen | gültige Stimmen | W.-bet.. | JA           | NEIN         | JA-Quorum | Erfolg     |
| --- | ------------------------ | ---------------- | --- | ---------------- | ----------------- | --------------- | -------- | ------------ | ------------ | --------- | ---------- |
| 1   | Radeberg                 | 23. Februar 2025 | Sind Sie dafür, dass der Stadtrat der Großen Kreisstadt Radeberg im Rahmen der bereits beschlossenen Bauleitplanung „Gewerbegebiet Radeberg Ost / Arnsdorf West, Teilfläche Radeberg“ und „Gewerbegebiet Radeberg Süd / Arnsdorf westlich S177, Teilfläche Radeberg“ (Aufstellungsbeschlüsse SR077-2023 und SR078-2023 vom 31.01.2024) überprüft, ob und in welchem Umfang Gewerbeflächen ausgewiesen werden können und damit die Beachtung aller öffentlichen und privaten Belange – z. B. die des Natur-, des Landschafts-, des Umweltschutzes und der Land- und Forstwirtschaft sowie allen Interessen der Bürgerinnen und Bürger – und die Beteiligung der Öffentlichkeit und der zuständigen Behörden im Verfahren sicherstellt? | 15.175           | 250               | 11.443          | 77,1 %   | 6.988 61,1 % | 4.455 38,9 % | 3.794 Ja  | [ Anm. 1 ] |
| 2   | Arnsdorf                 | 23. Februar 2025 | Sind Sie dafür, dass die Gemeinde Arnsdorf die vorgesehenen Planungen zur Errichtung zweier interkommunaler Gewerbegebiete mit der Großen Kreisstadt Radeberg nicht weiterverfolgt? | 4.024            | 29                | 3.173           | 79,6 %   | 1.887 59,5 % | 1.286 40,5 % | 1.006 Ja  | [ Anm. 1 ] |
| 3   | Hohnstein (Ratsbegehren) | 23. Februar 2025 | Soll die Stadt Hohnstein alle rechtlich zur Verfügung stehenden Maßnahmen und Möglichkeiten zur Verhinderung der Errichtung von Windkraftanlagen im Gemeindegebiet zu ergreifen? | 2.633            | 14                | 2.060           | 78,8 %   | 1.568 76,1 % | 492 23,9 %   | 659 Ja    | Angenommen |
| …   |                          |                  | |                  |                   |                 |          |              |              |           |            |

## Belege
1. ↑  Jubiläum für Bürgerentscheide in Sachsen - WELT. Abgerufen am 13. April 2025.
2. ↑  REVOSax Landesrecht Sachsen - Sächsische Gemeindeordnung – SächsGemO. Abgerufen am 26. Dezember 2024.
3. ↑  REVOSax Landesrecht Sachsen - Sächsische Gemeindeordnung – SächsGemO. Abgerufen am 26. Dezember 2024.
4. ↑  Ergebnis. Abgerufen am 13. April 2025.
5. ↑  Gemeinde Arnsdorf: amtliches Endergebnis  des Bürgerentscheides  mit der Abstimmungsfrage "Sind Sie dafür, dass die Gemeinde Arnsdorf die  vorgesehenen Planungen zur  Errichtung zweier interkommunaler Gewerbegebiete mit der Großen Kreisstadt Radeberg nicht  weiterverfolgt?" am 23.02.2025. 23. Februar 2025, abgerufen am 13. April 2025.
6. ↑  Stadt Hohnstein: Mitteilungsblatt der Stadt Hohnstein. 21. März 2025, S. 6, abgerufen am 13. April 2025.